# 抗日戦争第1戦区
抗日戦争第1戦区は1937年盧溝橋事件の勃発後、中華民国国民政府が中国国内を対日本軍作戦の戦争状況により分画した抗日戦争戦区の一つ。第1戦区の所轄範囲は最初は河北省北部及び山東省北部であったが、後に戦争の実際の状況により変更が加えられ、1938年、1939年及び1944年に大規模な変更が行なわれた。

## 1937年
中国戦区の最初の分画は1937年8月に行なわれたのは、北平及び天津が日本軍に迅速に占領され、日本との和平が達成できないことが確定した後のことだった。同年の第1戦区の分画は河北、山東両省のまだ日本軍に占領されていない区域が戦区の主要な範囲となった。同年の第1戦区総司令は初め国民政府軍事委員会委員長の蔣介石自身が兼務していたが、ほどなく第2次上海事変に専念するため、第1戦区総司令を程潜と交代した。このほかに部隊編成では、宋哲元が率いる第1集団軍、劉峙が率いる第2集団軍及び衛立煌が率いる第14集団軍を有していた。

## 1938年
1938年、日本軍の増援は迅速で華北での優勢を獲得し、併せて上海を占領したため、中国軍の華北の輸送線が切断された。このため、同年1月に発表された1938年国民革命軍戦闘序列で第1戦区の区域は修正され、北平から武漢をつなぐ線を主とすると変更され、これは平漢線沿線を帯状に拡張した区域だった。所轄の部隊は商震の第20集団軍と宋哲元の第1集団軍、合計25個歩兵師団、2個歩兵旅団、2個騎兵師団を構成部隊とし、正規師団8,000人で計算すると、人数は20万人を超えるものだった。

### 1938年中華民国国民革命軍戦闘序列の第1戦区の部分
- 司令長官　程潜
- 第20集団軍　商震
  - 第32軍　商震（兼）
  - 騎兵第14旅団　張占魁
- 第1集団軍　宋哲元
  - 第53軍　万福麟
  - 第77軍　馮治安
  - 第181師団　石友三
  - 第17師団　趙寿山
  - 騎兵第3軍　鄭大章
- 第68軍　劉汝明（直属）
- 第92軍　李仙洲（直属）
- 第106師団　沈克（直属）
- 第118師団　張硯田（直属）
- 新編第8師団　蔣在珍（直属）
- 新編第35師団　王勁哉（直属）
- 騎兵第4師団　王奇峰（直属）

## 1939年
- 司令長官　衛立煌
- 作戦地区　河南省及び安徽省の一部
- 第2集団軍　孫連仲
- 第40軍　龐炳勲（戦区直轄）
- 第3集団軍　孫桐萱
- 第76軍　李鉄軍（戦区直轄）

兵力　12個歩兵師団、1個歩兵旅団、1個騎兵旅団、その他特殊部隊

## 1944年
- 司令長官　胡宗南
- 作戦地区　陝西省南部
  - 第31集団軍　王仲廉
  - 第4集団軍　孫蔚如
  - 商南指揮所主任　郭寄嶠
  - 豫省警備総司令　劉茂恩
  - 第34集団軍　李文
  - 第37集団軍　丁徳隆
  - 第38集団軍　董釗
  - 直属特殊部隊

## 1945年（受降区）
第1戦区　平漢鉄道路線北区間及び河南省の一部　　日本軍捕虜集結地　北平、新郷